# Jagdgeschwader I (Primera Guerra Mundial)
Jagdgeschwader I (JG I) de la Primera Guerra Mundial era un ala de combate de la Luftstreitkräfte alemana, que comprende cuatro Jastas (escuadrones de combate). La primera unidad de su tipo formada bajo esa clasificación, JG I, se formó el 24 de junio de 1917, con Manfred von Richthofen como oficial al mando, combinando Jastas 4, 6, 10 y 11. JG era conocida como "El Circo Volador" o "Circo Richthofen's" debido a los colores brillantes de su avión, y quizás también por la forma en que la unidad fue transferida de un área de actividad aérea aliada a otra, moviéndose como un circo ambulante en trenes, y con frecuencia en tiendas de campaña en aeródromos improvisados.

## Formación

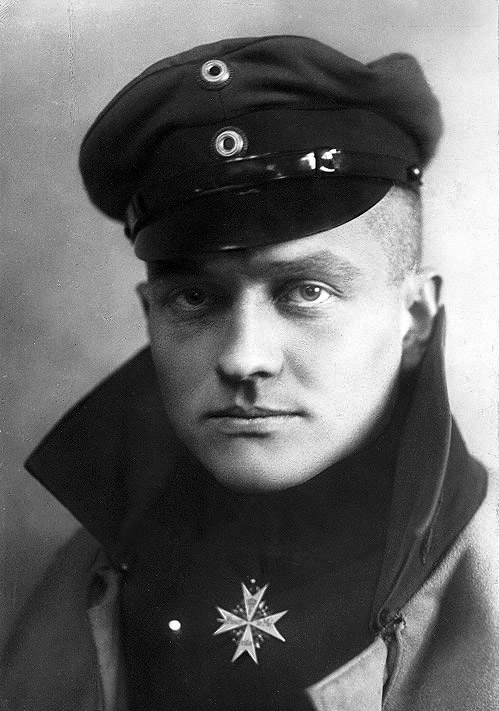
Rittmeister Manfred von Richthofen - Ases alemanes aviadores de la Primera Guerra Mundial.

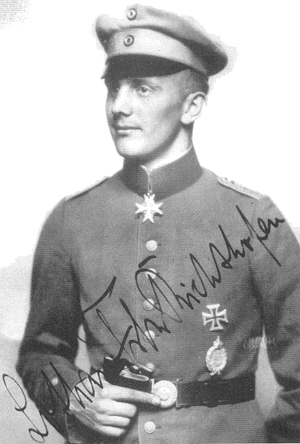
Lothar von Richthofen.

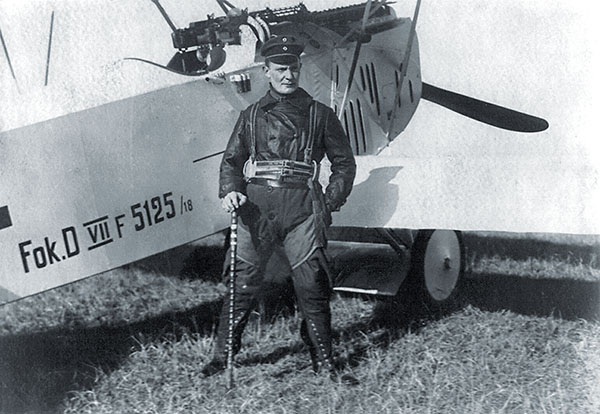
Comandante Hermann Goering de Jagdgeschwader I (Primera Guerra Mundial) junto a su Fokker DVII 5125/1918. Él sostiene un bastón "Bastón Geschwader" que había sido propiedad del Barón Rojo Manfred von Richthofen.

A principios de 1917, se hizo evidente para el Alto Mando Alemán que siempre serían superados en número en operaciones aéreas sobre el Frente Occidental. El Jasta promedio solo podía reunir unos seis u ocho aviones en total para una patrulla, y a menudo enfrentaría una formación Aliada tras otra. Con el fin de mantener cierto impacto y dominio local del aire, los Jastas comenzaron (extraoficialmente) a volar en grupos compuestos más grandes. A mediados de 1917, la primera agrupación oficial de Jastas vio a JG formado. Su papel era simple; para lograr la superioridad aérea localizada donde sea que se envió y para negar las operaciones aéreas aliadas en una ubicación específica. La unidad era, por lo tanto, altamente móvil, y JG I y su infraestructura logística de apoyo viajaron a donde se necesitaba la superioridad aérea local, a menudo con poca antelación. 
Inicialmente acuartelado en Marke (Jasta 11), Cuene (Jasta 4), Bissegem (Jasta 6) y Heule (Jasta 10), Richthofen tenía carta blanca para seleccionar a sus comandantes de unidad y reclutar pilotos individuales en JG I, y alternativamente para transferir cualquier los pilotos que no sentía estaban a la altura. Por lo tanto, el as de 9 victorias, el Leutnant Eduard Ritter von Dostler y el nuevo Leutnant Hans von Adam, pronto fueron enviados a Jasta 6, y el Leutnant Werner Voss en Jasta 10. Esta política tuvo el efecto de convertir al Jagdgeschwader en una unidad de élite, pero robar a Jastas menores de sus mejores pilotos también redujo el estándar general de la unidad promedio. JG I sufrió una dilución de talento cuando miembros competentes fueron enviados a comandar sus propios Jastas a fines de 1917, cuando el número de Jastas se duplicó de 40 a 80.

## Operaciones en 1917
El JG pronto estaba volando intensamente sobre el campo de batalla de Flandes sobre la ofensiva aliada que comenzó en junio de 1917. 
Richthofen resultó gravemente herido en la cabeza el 6 de julio, liderando elementos del JG I en combate con los F.E.2d del  Escuadrón Nº 20 del Real Cuerpo Aéreo. El Oberleutnant Kurt von Doering, Comandante de Jasta 4, asumió el mando temporal y Jastas 4 y 11 derribaron nueve aviones aliados al día siguiente. Richthofen reasumió el mando el 25 de julio, pero se fue con un período de licencia de convalecencia el 6 de septiembre. 
JG I fue la primera unidad en proporcionar operacionalmente una prueba del nuevo triplano Fokker Dr.I (como Fokker FI), cuyos dos primeros ejemplares se recibieron el 21 de agosto de 1917. Werner Voss de Jasta 10 sería el máximo exponente del triplano, logrando 10 victorias en solo 21 días antes de su muerte en combate. 
Richthofen regresó al JG I el 23 de octubre, y alrededor de esta época varios accidentes fatales que involucraron al Dr. Fokker y al Oficial Técnico de JG I, Leutnant Konstantin Krefft, aterrizar los triplanos de la unidad hasta que se realizaron modificaciones a principios de diciembre. Mientras tanto, la unidad se vendió con el Albatros DV. 
JG fue trasladado de Ypres a Cambrai el 23 de noviembre de 1917, tras el lanzamiento de la ofensiva británica, e hice mucho para estabilizar la guerra aérea en el campo de batalla cuando el mal tiempo lo permitía. 
A finales de 1917, el éxito del Jagdgeschwader I significaba varias otras formaciones similares en febrero de 1918, con Jagdgeschwader II operando contra los franceses y los británicos y Jagdgeschwader III en el frente de Ypres. En este momento, Richthofen reclutó a Hans Kirchstein y Fritz Friedrichs de las unidades de dos plazas, y Ernst Udet de Jasta 37.

## 1918
El mal clima a principios de 1918 vio pocas oportunidades para que JG I anotara, aunque la unidad estaba a la vanguardia de las operaciones de combate defensivo durante la gran ofensiva alemana lanzada el 21 de marzo de 1918. En abril de 1918, la formación volaba desde Harbonnieres, el aeródromo más al sur del oeste que iban a ocupar. La RAF recién formada, sin embargo, mantuvo un grado de superioridad aérea, con observación de artillería fuertemente escoltada y reconocimiento de dos plazas operando efectivamente sobre la batalla terrestre que se mueve rápidamente a continuación. La mayoría de las víctimas de JG I en este momento eran los bombarderos de caza de bajo vuelo, particularmente los Sopwith Camel. 
Después de la muerte de von Richthofen en abril de 1918, el Hauptmann Wilhelm Reinhardt se convirtió en Comandante del JG I. El 10 de mayo el JG reclamó su victoria número 300, mientras que el 20 de mayo la unidad recibió el título honorífico de JG I 'Richthofen' . Poco después de que el JG, se mudó al 7º frente del Ejército para apoyar la próxima ofensiva de Aisne, que comenzó el 27 de mayo. el JG se mudó a Guisa, y luego a Puiseux Ferme, operando principalmente contra las fuerzas aéreas francesas y estadounidenses recién llegadas. Entre el 31 de mayo y el 8 de junio el JG reclamó unos 43 aviones y batallones franceses, y otros 24 entre el 24 de junio y el 28 de junio. El Leutnant Hans Jirschstein de Jasta 6 era el artista estrella del JG I en este momento, reclamando 27 victorias entre el 18 de marzo y el 14 de junio. 
A mediados de junio, JG estaba completamente equipado con el Fokker D.VII, el primero había sido probado operativamente a finales de mayo por Jasta 10. Después de que Reinhard murió en un accidente aéreo el 3 de julio de 1918, el Oberleutnant Hermann Göring se convirtió en el tercer y último comandante de la guerra del JG I el 14 de julio. 
El Geschwader se mudó nuevamente el 19 de julio a Soissons, reclamando su victoria número 500 el 25 de julio. Otro movimiento siguió el 10 de agosto, al segundo frente del ejército al oeste de Saint Quentin. El máximo anotador del JG I, el Leutnant Erich Loewenhardt de 53 bajas, murió en una colisión aérea en este día. 
Después de haber sido sometido a intensas operaciones durante la batalla de Amiens en agosto de 1918, a mediados de septiembre un JG exhausto se retiró de la parte británica del Frente, a finales de agosto había perdido a los cuatro comandantes Jasta; Lowenhardt de Jasta 10 fue asesinado, el teniente adjunto de Jasta 6 Paul Wenzel y Lothar von Richthofen de Jasta 11 resultaron heridos y hospitalizados, y el teniente Ernst Udet (Jasta 4) agotado y enviado con licencia. JG Anotó solo 17 reclamaciones durante septiembre, a pesar de que el mes registró las mayores pérdidas para las Fuerzas Aéreas Aliadas de la guerra (la fuerza Jasta reclamó unas 721 victorias para el mes). Durante los siguientes tres meses, los gustos del Leutnant Friedrich Noltenius en Jasta 11, el Comandante en Jefe de Jasta 6 Ulrich Neckel y el Leutnant Arthur Laumann (Jasta 10) hicieron la mayoría de las anotaciones. 
A partir de entonces, hasta el final de la guerra, la escasez de combustible y repuestos, el aumento de la superioridad aérea numérica aliada y las continuas retiradas ante los avances terrestres aliados significaron que el JG luchará por emular éxitos anteriores. 
Desde junio de 1917 hasta noviembre de 1918, JG reclamó 644 aviones aliados destruidos, mientras perdía 52 pilotos muertos en acción y 67 heridos.